# As Quatro Estações (álbum de Legião Urbana)
As Quatro Estações é o quarto álbum de estúdio da banda brasileira Legião Urbana. O seu lançamento ocorreu em 27 de outubro de 1989 pela EMI. O projeto cristalizou a formação que perduraria até o fim do grupo, após a saída do baixista Renato Rocha devido a problemas pessoais. A canção "Há Tempos" foi divulgada como o primeiro single do projeto em 20 de setembro do mesmo ano. A partir da turnê deste álbum, Renato, Dado e Bonfá passaram a contar com três músicos de apoio: Fred Nascimento (guitarra rítmica e violão), Bruno Araújo (baixo elétrico) e o produtor musical Mu Carvalho (teclados). Foram vendidos mais de 2 milhões de cópias, sendo o disco mais vendido da banda e um dos mais comprados de todos os tempos no Brasil.

## Contexto e produção

### Saída de Renato Rocha
O Legião Urbana voltou aos estúdios prestes a atingir a marca de um milhão de cópias vendidas, levando em conta as vendagens de seus três primeiros álbuns. Apesar disso, o clima entre os membros era amargo, não só devido ao então recente incidente no Estádio Mané Garrincha, mas também porque a situação do baixista Renato Rocha ia se tornando cada vez mais insustentável. Após comprar um sítio em Mendes, ele passou a levar cerca de duas horas para chegar ao estúdio no Rio de Janeiro. Faltava a muitos ensaios e, quando vinha, demorava a se integrar com o grupo, muitas vezes pedindo para levar as fitas para casa de modo a criar seus arranjos lá. Seis meses após o início da criação do disco, Rocha foi demitido em uma reunião na sede da gravadora EMI-Odeon. Os membros remanescentes decidiram que ele receberia todos os direitos autorais sobre o novo disco; contudo, decidiram descartar todas as suas contribuições e não mencionaram seu nome no trabalho.

### Escrita e composição
O álbum levou um ano para ficar pronto, devido ao fato da banda não conseguir criar algo que a satisfizesse. A situação chegou a tal ponto que o vocalista e violonista Renato Russo considerou encerrar o grupo. Contudo, devido ao fato de gozarem de uma alta reputação na gravadora, a empresa lhes cedeu todo o espaço e tempo necessários para a concretização do projeto. O único que saiu prejudicado pela demora foi o produtor Mayrton Bahia. Na época, ele atuava como freelancer, e não mais como funcionário da gravadora. Passou meses, portanto, trabalhando em um projeto que nunca terminava, o que o impedia de receber seu pagamento.

## Conteúdo
Na letra de "1965 (Duas Tribos)", Russo cita "modelos Revell". Revell é uma empresa fabricante de peças em miniatura para montagem de réplicas. Também é citado na letra o estúdio de animação Hanna-Barbera, criador de desenhos como Os Flintstones, Zé Colméia, entre outros. A canção "Feedback Song for a Dying Friend" é uma homenagem a Robert Mapplethorpe, um ex-fotógrafo americano, a alguns amigos, e a Cazuza, que sofria de AIDS, doença que viria a matá-lo em julho de 1990, e ao próprio Russo em outubro de 1996. O encarte do disco traz uma tradução da letra. Originalmente, deveria ser uma canção em português, intitulada "Rapazes Católicos". A letra, no entanto, foi alterada para a versão em inglês, conhecida hoje, uma vez que a original foi considerada pela própria banda como "impublicável". Da ideia original, sobrou apenas a base instrumental. De qualquer forma, o encarte traz uma tradução para o português feita por Millôr Fernandes. Achando estranho, inicialmente Millôr Fernandes declinou o convite, alegando que não fazia traduções do inglês. Foi então que soube que era a tradução de uma canção feita por Russo, e resolveu aceitar, depois de combinar um preço "altamente profissional". Fernandes achou ainda mais estranho após ler a letra e verificar que fora tão bem escrita, e que o vocalista conversava em inglês perfeito, e citava Shakespeare com certa precisão. Fernandes é considerado o maior tradutor de Shakespeare para o teatro.
"Pais e Filhos" nasceu, segundo Mayrton, com várias camadas de guitarra e sons que "sobravam", como se fossem várias músicas dentro de uma só. Para resolver a questão, ele voltou a recortar e colar pedaços de fitas com adesivos. Sua letra fala de suicídio. Em 1994, durante uma apresentação da banda no programa Programa Livre, do SBT, Russo desabafou ao ver a reação alegre da plateia ao anúncio de que iriam tocá-la:
| “ | "Escuta, vocês sabem que essa música é sobre suicídio, né? (...) É sobre uma menina que tem problemas com os pais, ela se jogou da janela do quinto andar e não existe amanhã. (...) Isso é uma música seríssima, que nem "Índios". (...) Eu não aguentaria ouvir duas vezes seguidas. (...) Às vezes, essas músicas refletem um momento da minha vida que eu não gosto de lembrar mais. | ” |

Foi através de "Meninos e Meninas" que Russo sugeriu pela terceira vez a sua bissexualidade (sendo a segunda em "Daniel na Cova dos leões" do álbum Dois (1986) e a primeira em "Soldados" do primeiro álbum homônimo (1985).) Neste disco, há as três músicas com os maiores títulos: "Feedback Song for a Dying Friend" (27 letras), "Se Fiquei Esperando Meu Amor Passar" (30 letras) e "Quando o Sol Bater na Janela do Teu Quarto" (34 letras).

## Crítica profissional
Um crítico, do Jornal do Brasil, foi positivo em relação ao álbum, dizendo que, "com letras menos robuscadas, eles cantam as velhas inquietações e angústias de maneira mais serena e mais madura". Paula Pestana, jornalista do Correio Braziliense, definiu a obra como "um disco sem gordura, sem excessos. É um disco que marca a maturidade do Legião Urbana numa direção única, de preocupações estéticas, que vão além dos protestos políticos. A ousadia de mostrar um trabalho diferente revela intenções que apenas insinuavam em trabalhos anteriores, colocadas [agora] com coragem e arte". A equipe d'O Liberal, recomendou o projeto ao seus leitores, dizendo que nele "Russo se interessa mais ao fatos corriqueiros do que em Que País É Este 1978/1987 (1987)" e que, musicalmente, o grupo optou pelo simples". Acrescentando que, "poeticamente, entraram em sua fase mais melancólica. Renato Russo prova mais uma vez que rima é uma coisa desnecessária".

## Lista de faixas
Todas as letras escritas por Renato Russo. Todas as músicas compostas por Dado Villa-Lobos, Renato Russo e Marcelo Bonfá, exceto "Monte Castelo", composta por Renato Russo.
| N.º            | Título                                       | Duração |  |
| 1.             | "Há Tempos"                                  | 3:17    |  |
| 2.             | "Pais e Filhos"                              | 5:08    |  |
| 3.             | "Feedback Song for a Dying Friend"           | 5:25    |  |
| 4.             | "Quando o Sol Bater na Janela do Teu Quarto" | 3:13    |  |
| 5.             | "Eu Era um Lobisomem Juvenil"                | 6:45    |  |
| 6.             | "1965 (Duas Tribos)"                         | 3:44    |  |
| 7.             | "Monte Castelo"                              | 3:50    |  |
| 8.             | "Maurício"                                   | 3:17    |  |
| 9.             | "Meninos e Meninas"                          | 3:23    |  |
| 10.            | "Sete Cidades"                               | 3:25    |  |
| 11.            | "Se Fiquei Esperando Meu Amor Passar"        | 4:56    |  |
| Duração total: | Duração total:                               | 46:23   |  |

Notas
"Monte Castelo" contém letra adaptada de "1 Coríntios 13", de Apóstolo Paulo; e de "Soneto 11", de Luís de Camões.

## Créditos
Todo o processo de elaboração de As Quatro Estações atribui os seguintes créditos:
| - Renato Russo - vocais, baixo, violão, guitarra, teclado, gaita - Marcelo Bonfá - bateria, bass drum, percussão, gaita - Dado Villa-Lobos - guitarra, baixo, percussão, bandolim, violão - Mayrton Bahia - produção, mixagem - Jorge Davidson - direção artística - Sérgio Bittencourt - gerência técnica - José Celso - técnico de gravação | - Júnior - assistente de estúdio - Zé Luiz - assistente de estúdio - Renato Correa Jr. - assistente de produção - J.C. Mello - coordenação gráfica - Fernanda Villa-Lobos - direção de arte e execução - André Müeller - assistente - Isabel Garcia - fotos |

## Desempenho comercial
Comercialmente, As Quatro Estações obteve um desempenho exitoso. O lançamento do projeto foi recebido com muita expectativa e ansiedade pelos fãs do grupo, o que motivou as lojas a encomendarem antecipadamente 150 mil cópias do registro. Tal valor já garantia um certificado de ouro ao disco antes mesmo de sua liberação oficial. Em sua primeira semana, vendeu mais de 350 mil unidades. Na parada de álbuns mais comercializados no Brasil, publicada pelo Jornal do Brasil – com dados fornecidos pelo instituto Nelson Oliveira Pesquisa e Estudo de Mercado (Nopem) – debutou na quarta posição durante a edição datada em 20 de novembro de 1989. Na atualização de 11 de dezembro, sua terceira na tabela, finalmente alcançou o ápice. Além disso, foi o 4.º álbum mais adquirido no país em 1990. Com mais 2 milhões e 600 mil unidades comercializadas — sendo 730 mil em seu primeiro ano de existência —, é o álbum mais vendido do catálogo do Legião Urbana e um dos mais adquiridos de todos os tempos no território. As Quatro Estações é considerado um dos mais bem sucedidos discos de rock no Brasil. Seis de suas onze faixas tiveram bom desempenho nas rádios.
| País — Tabela musical (1989) | Posição de pico |
| ---------------------------- | --------------- |
| Brasil (Nopem)               | 1               |

| País — Tabela musical (1990) | Posição |
| ---------------------------- | ------- |
| Brasil (Nopem)               | 4       |

| Região | Certificação | Vendas    |
| ------ | ------------ | --------- |
| Brasil | —            | 2 600 000 |